# Vincent Champain
Vincent Champain, né le 8 avril 1971 à Montbrison, est un cadre dirigeant et économiste français. 

## Biographie

### Jeunesse et études
Vincent Champain est diplômé de l'École polytechnique, de l'ENSAE et est titulaire d’un DEA de stratégie à l'université Paris-Dauphine.

### Parcours au sein de la haute fonction publique
Il commence sa carrière en 1996 au Ministère des Finances, où il est économiste, puis chargé du budget de l'emploi et de la solidarité. 
Il devient ensuite conseiller économique d'Élisabeth Guigou, ministre de l'emploi, de la santé et de la solidarité, ministre de l'Emploi, de la Santé et de la Solidarité au sein du gouvernement Jospin.
Nommé en 2005 directeur général adjoint de la ville de Lille , il y impulse plusieurs projets de rationalisation des dépenses et se positionne alors comme l'un des premiers directeurs financiers à dénoncer les produits dérivés.
En 2007, il est nommé directeur de cabinet d'Éric Besson, secrétaire d’État à la Prospective, à l'Evaluation des Politiques Publiques et au Développement de l’Economie Numérique au sein du gouvernement Fillon. Il y lance notamment le diagnostic stratégique France 2025, présidé par Jacques Delors et associant parlementaires partenaires sociaux et experts, le plan France numérique 2012 et met en place la mission d'évaluation des politiques publiques. 

### Parcours dans le privé
Il rejoint en 2009 le cabinet McKinsey où il dirige des projets de développement de la performance et de stratégie. Il y conseille notamment le ministre de l'emploi de Tunisie pour lequel il construit la stratégie pour l'emploi post-révolution, et il intervient sur les questions de développement économique. Il participe également aux travaux du McKinsey Global Institute,. 
Début 2012, il est recruté par General Electric comme directeur des opérations France. En 2016, il rejoint GE Digital Europe, où il est directeur général de GE Digital Europe et responsable de la mise en place de la "fonderie numérique", le centre de développement numérique européen de GE. En 2019, il rejoint le comité exécutif du groupe Framatome, où il occupe le poste de senior vice-président chargé du numérique et des systèmes d'information. En 2024, il est désigné stratège IT de l'année pour la transformation réalisée au sein de la filière nucléaire - associant maitrise des coûts et numérisation dans une industrie critique et soumises à de forts enjeux de souveraineté.  
Parallèlement à sa carrière, il copréside l’Observatoire du long terme, think-tank consacré aux enjeux de long terme, notamment dans les domaines économiques, technologiques, sociaux ou climatiques.

## Prises de positions
Vincent Champain est l’auteur de nombreuses publications consacrées notamment aux questions de compétitivité, de prospective, d’emploi ou de politiques publiques. Sa vision, résumée dans l'ouvrage L’Homme et le Marché, s'articule autour de quatre priorités : comprendre (rôle de la prospective), réunir (rôle de la politique), créer (rôle de l’économie), répartir (rôle des institutions).

## Publications

### Ouvrages et essais
- 2005 : Changer le paradigme pour supprimer le chômage, écrit avec Jacques Attali[21]
- 2005 : Pour une sécurisation des parcours professionnels, Plon, avec Élisabeth Guigou[22]
- 2006 : L’Homme et le marché, Plon
- 2006 : Les visages de la mondialisation, Plon
- 2009 : Le sens des choses Plon, Contribution à l'ouvrage collectif dirigé par Jacques Attali

### Rapports
- EU (Un)limited : what do companies in Europe need to grow faster?, GE European Policy Center[23]
- French Employment 2020 , McKinsey Global Institute[24]
- Africa at Work, McKinsey Global Institute[25]
- Growth and renewal in Europe , McKinsey Global Institute[26]
- 10 défis pour la France, La Documentation française, 2008[27]
- Pour une coopération énergétique franco-allemande, Observatoire du Long Terme, 2014[28]
- L’industrie française ira-t-elle à la conquête du monde ?, Observatoire du Long Terme,2014[29]
- Transition through innovation, rapport remis au GIEC[30]